# Eskalation (Band)
Eskalation (Eigenschreibweise: ESKALATION) ist eine deutschsprachige Band aus Nürnberg. Sie vereint Indie, elektronische Elemente und Punkrock mit Bläsern.

## Geschichte

### Anfänge
Eskalation wurde 2008 von David Hutzler und Frank Schmidpeter gegründet. Ihren ersten Auftritt hatte die Gruppe als Support-Band für die Ska-Band Superskank im KiSH. In der Ursprungsbesetzung von 2008 bestand die Band aus David Hutzler (Schlagzeug), Frank Schmidpeter (Gitarre), Benedikt Müller (Posaune), Julian Kratzer (Saxophon), Anna Stecklein (Gesang), Michael Müller (E-Bass). 2009 kamen zu der Besetzung von Eskalation Florian Klose (Keyboard) und Patrick Feldner (Trompete) hinzu.
Anfang 2010 begann Eskalation mit ihrer ersten EP Kaufrausch, die von Hannes Mottl bei Baumgeist Records in Weißenburg aufgenommen und produziert wurde. Im Oktober 2010 wurde Kaufrausch dann im Rahmen einer CD-Release-Tour durch mehrere deutsche Städte veröffentlicht.
Mit der Eröffnung des Open Air am Berg 2010 in Eichstätt hatte Eskalation ihren ersten Auftritt auf einem größeren Festival. 2010 nahm Eskalation zum ersten Mal an der NN Rockbühne in Nürnberg teil und erreichte dabei im Finale den dritten Platz. 2010 stieg Michael Schwarzfischer (Percussion) in die Band ein, der von da ab, als der erste Percussion spielende Affe die Band begleitete.
Von 2011 bis 2012 war Eskalation Teil der von BY-on geförderten Bands, einem Spitzenförderprojekt des Verbands für Popkultur e.V., das Rock- und Popkünstler aus Bayern unterstützt. 2011 nahm Eskalation am Deutschen Newcomer Contest in München teil. Im Sommer 2011 trat Eskalation auf diversen deutschen Festivals auf, unter anderem dem Afrika & Karibik Festival in Oettingen und dem Weinturm Open Air in Bad Windsheim.

### Erstes Bandoutfit und Beginn internationaler Konzerte
Seit Herbst 2011 spielt Eskalation in ihren charakteristischen, schwarz-gelben Bandoutfits.
2012 produzierte Eskalation mit Affocalypse ihre zweite CD, die auf der „Affocalypse Tour 2012“ veröffentlicht wurde. Dazu tourte Eskalation mit sechs Konzerten durch Bayern. Außerdem nahm Eskalation 2012, als Gewinner der NN Rockbühne 2011 in Neumarkt, an der NN Rocktour teil – eine fünftägige Tour, die von den Nürnberger Nachrichten ausgerichtet wird, und jungen Bands die Möglichkeit gibt wie professionelle Acts mit Tourbus, Management und diversen Hotelübernachtungen zu touren.
Mit dem Chiemsee Reggae Summer 2013 spielte Eskalation eine ihrer bisher größten Festival Show, bei der mehrere tausend Besucher das Konzert der Nürnberger Ska-Punk-Band besuchten. Dort wurde außerdem ein Promo-Video der Band gefilmt, das später auf Youtube veröffentlicht wurde. Am 26. Dezember 2013 trat Eskalation mit ihrem Konzert im Cross Club in Prag das erste Mal international auf. Darauf folgten diverse weitere Konzerte im europäischen Ausland, darunter Luxemburg, Belgien, Österreich, Schweiz, sowie weitere Konzerte in Tschechien. Am 9. Januar 2014 veranstaltete Eskalation zur Feier ihres sechsjährigen Bestehens die „Nuremberg Ska Revolt“ im Hirsch.
Im Oktober 2014 veröffentlichte Eskalation mit Zukunftsmusik ihre dritte CD, diesmal produziert bei Corni Bartels in den Weltraumstudios in München. Die Veröffentlichung fand auf der „Zukunftsmusik Tour 2014“ statt, die neben 18 Städten in ganz Deutschland auch Konzerte in Tschechien, Luxemburg, Belgien und Österreich umfasste. Am 5. Januar 2015 feierte Eskalation im Milljöh in Neumarkt ihr siebenjähriges Bestehen.

### Sängerwechsel und Beginn der Zusammenarbeit mit Uncle M Music
Anfang 2016 trennte sich Eskalation von ihrer bisherigen Frontfrau Anna Stecklein, die abgelöst wurde durch Frank Schmidpeter, der neben der Rolle des Gitarristen nun auch noch den Frontgesang übernahm. Gleichzeitig wurde das Erscheinungsbild der Band überarbeitet, und so tritt die Band nun in neuen Bandoutfits sowie mit neuem Logo und Design auf.
Im Mai 2016 veröffentlichte Eskalation mit Degeneration ihr erstes Musikvideo in der neuen Besetzung. Im Oktober 2016 veröffentlichte Eskalation ihre 3-Track-Single Degeneration, die von Maximilian Schlichter und Corni Bartels in den Weltraumstudios in München produziert wurde. Wieder wurde die Veröffentlichung von einer Tour durch zehn Städte in Deutschland und Österreich begleitet. Degeneration ist die erste Veröffentlichung von Eskalation bei dem von Mirko Gläser gegründeten Label Uncle M Music.

## Diskografie
Alben
- 2010: Kaufrausch (Baumgeist Records)
- 2012: Affocalypse
- 2014: Zukunftsmusik (Weltraumstudios)
- 2016: Degeneration (Weltraumstudios, Uncle M Music)
- 2017: 360° (Weltraumstudios, Uncle M Music)